# علي العمالي
علي بن حميدة بن محمد العمالي، فقيه مالكي، نحوي، متكلم، إمام، مدرس، صوفي بمدينة الجزائر. ولد بقصبة الجزائر في سنة 1266هـ (1846م)، وتوفي بها في سنة 1326هـ (1908م).

## النسب والأصل
العمالي هي عائلة تنتسب إلى قرية في «جبل عمال» ضمن سلسلة جبال الخشنة، وبين قرية هذه العائلة وقصبة الجزائر مسافة قليلة تربو عن خمسين كيلومترا، ومنطقتهم تقع في موطن «عرش آيث عيشة» الذي نبغ من جواره العديد من العلماء، من بينهم سيدي عبد الرحمان الثعالبي وسيدي بوسحاقي ومحمد العمالي.

## مولده
وُلِدَ علي العمالي كما وجد بخط والده الفقيه حميدة العمالي  في الساعة الحادية عشرة من ضحى يوم الاثنين 11 رجب 1266هـ.

## نشأته
ختم علي العمالي سورة البقرة في يوم الأربعاء 11 ذو القعدة 1274هـ وعمره لم يتجاوز ثمانية (8) أعوام.
ثم أتم حفظ كل القرآن الكريم وفق رواية ورش عن نافع في شهر محرم 1282هـ عن سن بلغ ستة عشر (16) عاما.
وأخذ التصوف على الطريقة الرحمانية الخلوتية عن أبيه حميدة العمالي الذي كان أبوه محمد العمالي مقدما في زاوية سيدي أمحمد بوقبرين.
كما استفاد من المصنفات النفيسة التي كانت تزخر بها المكتبة الكبيرة التي جمعها والده الفقيه حميدة العمالي خلال مسيرته العلمية، وقد عرف عنه شغفه بجمع الكتب واقتناء نفائسها وكذلك شراء والبحث عن نوادر المخطوطات، فكان مضرب المثل بين علماء عصره يبذل في سبيلها المال والجهد، فكانت هذه المكتبة مَعينا ثريا لاكتساب المعارف والعلوم من طرف الشاب علي العمالي حتى بلغ شأنا كبيرا في النجابة والدراية.

## تدريسه
لقد رسخ العلم في أسرة علي العمالي منذ قدوم جده محمد العمالي من جبال الخشنة ليستقر في مدينة الجزائر، فصار علي من المدرسين، أول إشارة وردت حوله كانت سنة 1867م في رسالة والده حميدة العمالي إلى السلطات الفرنسية، إذ اقترحه من بين ثلاثة أشخاص لتولي وظيفة مؤذن في الجامع الكبير قبل أن يصير إماما خطيبا.
وقد أصبح علي العمالي من المدرسين الذين تتلمذ له في النحو الشيخ أبو القاسم الحفناوي ابن صاحب كتاب تعريف الخلف برجال السلف.
كما كان يدرس متونا لغوية ونحوية من مثل الآجرومية وألفية ابن مالك من بين مصنفات أخرى.

## تلاميذه
تتلمذ على الفقيه النحوي علي العمالي العديد من الأعلام منهم:
1. أبو القاسم الحفناوي.[10]
2. محمد القزادري.[11]

## الجامع الكبير

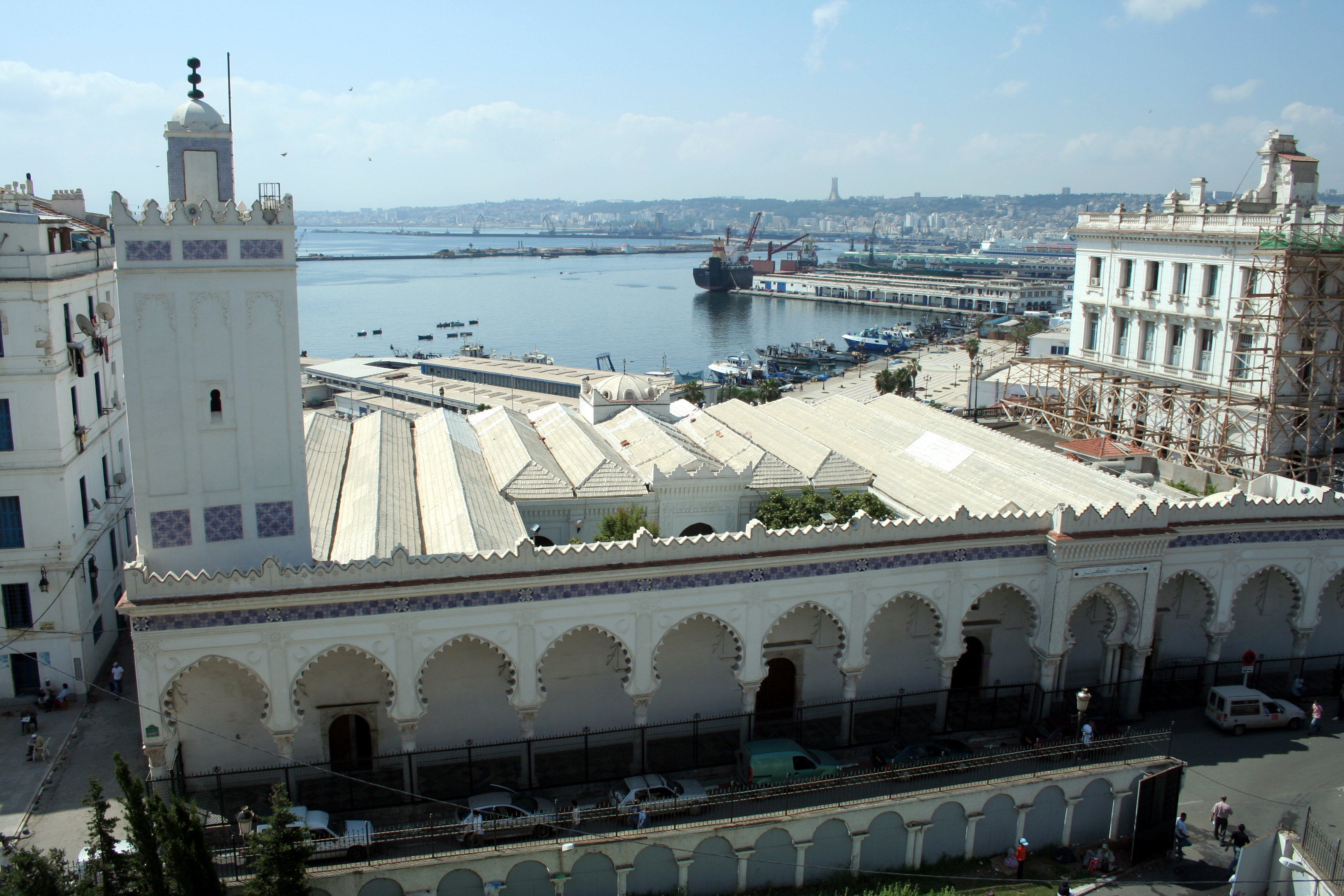
الجامع الكبير

بعدما بلغ الفقيه علي العمالي شأنا في العلم والصلاح، تم تأهيله من طرف أبيه المفتي حميدة العمالي ليتم توظيفه ابتداء كحزاب الحزب الراتب، ثم لاحقا بالأذان والإمامة والخطابة بالجامع الكبير في قصبة الجزائر.
وتصادف نضجه لهذه المهمة الدينية الجليلة، وهو حزاب في الجامع الكبير، مع رغبة بعض سكان مدينة الجزائر من المؤذنين والحزابين وقراء صحيح البخاري في الهجرة إلى بلاد الشام والاستقرار هناك، فاقترح المفتي حميدة العمالي على مدير الشؤون الإسلامية في الإدارة الفرنسية اسم ابنه علي العمالي لشغل منصب مع شخصين آخرين ليشغل أحدهم وظيفة مؤذن.
وجاء هذا الاقتراح في رسالة مؤرخة في يوم 17 صفر 1284هـ (جويلية 1867م)، عليها طابع المفتي، موجهة من حميدة العمالي إلى والي الجزائر آنذاك، وفيها يخبره المفتي أن السيد عمر بن حمدان بن البحار قد ارتقى إلى وظيفة القضاء وترك وظيفته كمؤذن بالجامع الكبير شاغرة، ولذلك اقترح المفتي على الوالي تسمية أحد الحزابين الثلاثة بالجامع الكبير مکان عمر بن حمدان، ونص الرسالة هو:
| علي العمالي | وتسمى بدلا ممن يترقى منهم الوظيف الأذان أحد الطلبة الثلاثة، وهم: السيد علي بن الشيخ المفتي السيد حميدة بن السيد الحاج محمد العمالي، والسيد حميدو ابن حفيظ التركي، والسيد مصطفى بن الزطيوي. وهذا ما منا اليكم عرفناكم به، وإليكم النظر، ودمتم في أمن وأمان وعز واحترام، وثم السلام عليكم في البداية والختام. ممن كتب عن إذنه العلامة الشيخ المفتي المذكور بتاريخ 17 في صفر سنة 1284هـ، الواضع ختمه في إثر تاریخه. | علي العمالي |

فترشح علي العمالي لمنصب مؤذن مع كل من حميدو بن حفيظ التركي، ومصطفى بن الزطيوي، فوقع الاختيار عليه ليصير مؤذنا ويتدرج في المناصب داخل المسجد الكبير إلى غاية تكليفه بوظيفة إمام.
فأفنى علي العمالي معظم وقته في الجامع الكبير، كما يقول أبو القاسم الحفناوي، مشتغلا بالإقراء والاستفادة من العلوم، وكان يدرس الصرف بشرح الزنجاني، والتوحيد بمتن الجوهرة، والعقائد السنوسية (العقيدة السنوسية الصغرى والعقيدة السنوسية الكبرى).

## المدرسة الثعالبية
تم تكليف النحوي علي العمالي بشغل منصب مدرس في المدرسة الثعالبية انطلاقا من تدشينها في 1322هـ (1904م)، وكان عمره آنذاك ثمانية وخمسين (58) عاما.
| علي العمالي | كان (علي العمالي) لطيف المسامرة حُلْوَ المحاضرة، عاكفا على تدريس: · 1. التصريف بشرح الزنجاني، 2. وعلم الكلام بمتن الجوهرة 3. والعقائد السنوسية (العقيدة السنوسية الصغرى والعقيدة السنوسية الكبرى). | علي العمالي |

## ذريته
خلف الفقيه علي العمالي من بين ذريته ابنا اسمه محمد بن علي العمالي كان معروفا بالصلاح في قصبة الجزائر ومساجدها.
| علي العمالي | وله (علي العمالي) وَلَدٌ طيب السيرة والسريرة، جميل الخلق والخلق، ملازم للجامع الأعظم في الجزائر اسمه محمد ، ولولده هذا أولاد أحيى الله ذكر والديهم، وحفظهم من صروف الزمان وظروفه، آمين. | علي العمالي |

## وفاته

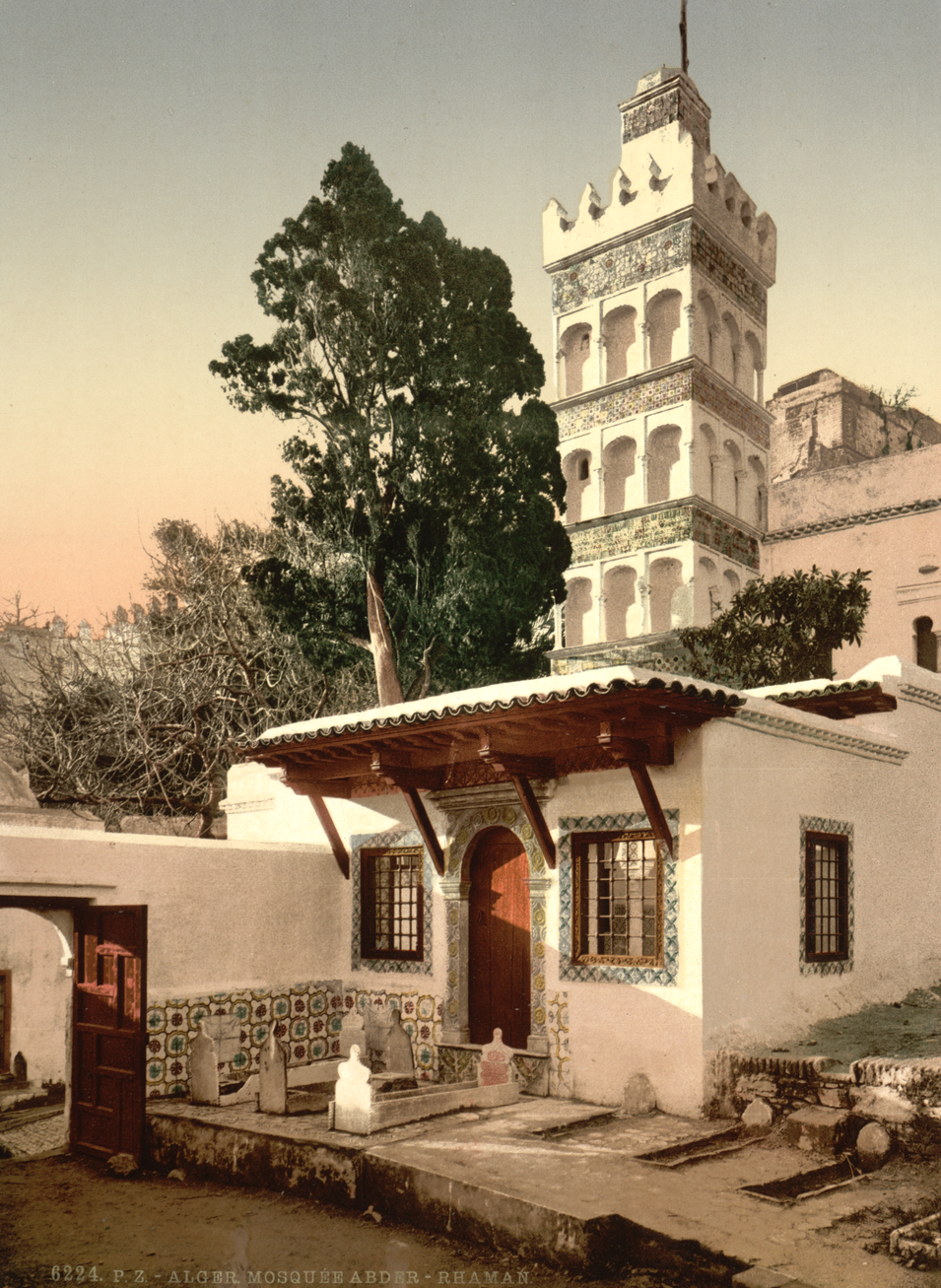
مقبرة سيدي عبد الرحمان الثعالبي

توفي الفقيه علي العمالي خلال صيف سنة 1326هـ (1908م) عن عمر اثنين وستين (62) عاما، وتم دفنه في مقبرة سيدي عبد الرحمان الثعالبي بجواره أبيه حميدة العمالي وجده محمد العمالي.
ونعاه الأستاذ محمود كحول القسنطيني الذي أسس دورية كوكب إفريقية في 1907م وذلك بالقول الذي أورده كتاب تعريف الخلف برجال السلف:
| علي العمالي | استأثرت رحمة الله منذ أسبوع بالشيخ الفقيه المشارك أبي الحسن السيد علي العمالي المدرس بالمدرسة الثعالبية في الجزائر، والإمام بالجامع الأعظم بعد أن أمضى معظم عمره في الانكباب على العلوم والإقراء والإفادة والاستفادة. | علي العمالي |

وحزن لفراقه سكان مدينة الجزائر وطاقم الإدارة والتدريس في المدرسة الثعالبية كما وصف ذلك الأستاذ محمود كحول القسنطيني أيضا:
| علي العمالي | أسف لنعيه سكان الجزائر عموما، فهرعوا لتشييع جنازته زرافات ووحدانا، وكان مشهده مهيبا جدا مشى فيه أهل العلم ورجال الفضل والمجد، وأعيان الجزائر، وأساتذة المدرسة الثعالبية، وحضره مديرها من منزله بحسين داي إلى مقبرة ضريح الولي الصالح سيدي عبد الرحمان الثعالبي، فدفن بمقبرة أسلافه الأكرمين، ورجع المشيعون يذكرون مآثره ويثنون على غر شمائله، تغمده الله برحمته وأسكنه فسيح جنته، ورزق أولاده وآله عظيم الصبر والأجر. | علي العمالي |

## مواضيع ذات صلة
- صوفية
- الطريقة الرحمانية